# Klaas-Jan Huntelaar
Klaas-Jan Huntelaar (12. kolovoza 1983.) umirovljeni je nizozemski nogometaš. 
Proglašen je za nizozemskog nogometnog talenta godine, i za Ajaxovog igrača godine 2006. Zahvaljujući velikom broju postignutih golova dobio je nadimak "Lovac" (The Hunter). Sudjelovao je na UEFA Europskom prvenstvu za igrače mlađe od 21 godine 2006. Na tom turniru koji je Nizozemska osvojila. on je bio najbolji strijelac. Za momčad do 21 godine najbolji je strijelac svih vremena s 18 golova u 22 nastupa. Također je bio najbolji strijelac nizozemske lige u sezoni 2005./06. s 33 gola u 31 nastupu.
| #  | Datum               | Stadion                                | Protivnik | Zabio za | Konačni rezultat | Natjecanje            |
| -- | ------------------- | -------------------------------------- | --------- | -------- | ---------------- | --------------------- |
| 1. | 16. kolovoza 2006.  | Lansdowne Road, Dublin, Irska          |           | 0:1      | 0:4              | prijateljska utakmica |
| 2. | 16. kolovoza 2006.  | Lansdowne Road, Dublin, Irska          |           | 0:3      | 0–4              | prijateljska utakmica |
| 3. | 17. listopada 2007. | Philips Stadion, Eindhoven, Nizozemska |           | 2:0      | 2:0              | Kval. za Euro 2008    |
| 4. | 6. veljače 2008.    | Poljud, Split, Hrvatska                |           | 0:2      | 0:3              | prijateljska utakmica |
| 5. | 26. ožujka 2008.    | Ernst Happel Stadion, Beč, Austrija    |           | 3:1      | 3:4              | prijateljska utakmica |
| 6. | 26. ožujka 2008.    | Ernst Happel Stadion, Beč, Austrija    |           | 3:4      | 3:4              | prijateljska utakmica |
| 7. | 24. svibnja 2008.   | De Kuip, Rotterdam, Nizozemska         |           | 2:0      | 3:0              | prijateljska utakmica |
| 8. | 17. lipnja 2008.    | Stade de Suisse, Bern, Švicarska       |           | 1:0      | 2:0              | UEFA Euro 2008        |

## Nagrade
- Igrač godine nizozemske prve lige: 2003./04.
- Najbolji strijelac nizozemske prve lige: 2003./04.
- Johan Cruijff pokal: 2006., 2007.
- Osvajač kupa Nizozemske: 2005./06., 2006./07.
- Najbolji strijelac nizozemske prve lige
- Talenat godine nizozemske prve lige: 2005./06.
- Osvajač Europskog prvenstva do 21 godine: 2006.
- Najbolji strijelac Europskog prvenstva do 21 godine: 2006
- Najbolji strijelac nizozemske reprezentacije do 21 godine
- Najbolji strijelac na svijetu: 2005./06.

## Vanjske poveznice
- Profil na Transfermarktu
- Profil na Soccerwayu